# Jay Kruiver
Jay Kruiver (Zaandam, 2 mei 2001) is een Nederlands voetballer die als verdediger voor Roda JC speelt.

## Carrière
Jay Kruiver speelde in de jeugd van ZVV Zaanlandia, AFC Ajax en FC Volendam. Sinds 2018 zat hij bij de selectie van Jong FC Volendam, waar hij zijn eerste wedstrijd voor speelde op 13 januari 2019 tegen HSC '21. Hij scoorde zijn eerste doelpunt voor Jong FC Volendam in de Tweede divisie op 26 september 2020, in de met 4-3 verloren uitwedstrijd tegen IJsselmeervogels. Hij debuteerde in het eerste elftal van FC Volendam op 15 maart 2021, in de met 1-0 verloren uitwedstrijd tegen N.E.C. Hij kwam in de 68e minuut in het veld voor Mohamed Betti.
Na deze ene wedstrijd speelde hij niet meer voor FC Volendam, en in de winterstop van het seizoen 2021/22 mocht hij transfervrij naar competitiegenoot Telstar vertrekken. Hij tekende een contract voor een half jaar met een optie voor twee extra seizoenen. Aan het einde van het seizoen werd de optie in zijn aflopende contract door Telstar gelicht, waardoor Kruiver tot medio 2024 vast kwam te liggen. In de 2,5 jaar tijd als speler voor Telstar kwam de Zaankanter tot 58 competitieduels en 1 treffer. Dat doelpunt maakte hij in zijn laatste officiële duel op bezoek bij Willem II (2-3).
Medio 2024 zette Kruiver zijn voetballoopbaan voort in Limburg. De Zaandammer tekende een tweejarig contract bij Roda JC met een optie voor nog een seizoen.

### Statistieken

#### Beloften
| Seizoen                    | Club             | Land            | Competitie         | Competitie | Competitie | Totaal | Totaal |
| Seizoen                    | Club             | Land            | Competitie         | Wed.       | Dlp.       | Wed.   | Dlp.   |
| -------------------------- | ---------------- | --------------- | ------------------ | ---------- | ---------- | ------ | ------ |
| 2018/19                    | Jong FC Volendam | Nederland       | Derde divisie Zon. | 8          | 0          | 8      | 0      |
| 2019/20                    | Jong FC Volendam | Nederland       | Tweede divisie     | 10         | 0          | 10     | 0      |
| 2020/21                    | Jong FC Volendam | Nederland       | Tweede divisie     | 5          | 1          | 5      | 1      |
| 2021/22                    | Jong FC Volendam | Nederland       | Tweede divisie     | 11         | 0          | 11     | 0      |
| Totaal beloften            | Totaal beloften  | Totaal beloften | Totaal beloften    | 34         | 1          | 34     | 1      |
| Bijgewerkt op 16 juli 2023 |                  |                 |                    |            |            |        |        |

#### Senioren
| Seizoen                   | Club            | Land            | Competitie      | Competitie | Competitie | Beker | Beker | Totaal | Totaal |
| Seizoen                   | Club            | Land            | Competitie      | Wed.       | Dlp.       | Wed.  | Dlp.  | Wed.   | Dlp.   |
| ------------------------- | --------------- | --------------- | --------------- | ---------- | ---------- | ----- | ----- | ------ | ------ |
| 2020/21                   | FC Volendam     | Nederland       | Eerste divisie  | 1          | 0          | 0     | 0     | 1      | 0      |
| 2021/22                   | FC Volendam     | Nederland       | Eerste divisie  | 0          | 0          | 0     | 0     | 0      | 0      |
| 2021/22                   | Telstar         | Nederland       | Eerste divisie  | 12         | 0          | 0     | 0     | 12     | 0      |
| 2022/23                   | Telstar         | Nederland       | Eerste divisie  | 25         | 0          | 1     | 0     | 26     | 0      |
| 2023/24                   | Telstar         | Nederland       | Eerste divisie  | 21         | 1          | 0     | 0     | 21     | 1      |
| Totaal senioren           | Totaal senioren | Totaal senioren | Totaal senioren | 59         | 1          | 1     | 0     | 60     | 1      |
| Carrièretotaal            | Carrièretotaal  | Carrièretotaal  | Carrièretotaal  | 93         | 2          | 1     | 0     | 94     | 2      |
| Bijgewerkt op 1 juli 2024 |                 |                 |                 |            |            |       |       |        |        |